# Pachycraerus ellipsodes
Pachycraerus ellipsodes är en skalbaggsart som beskrevs av Lewis 1902. Pachycraerus ellipsodes ingår i släktet Pachycraerus och familjen stumpbaggar. Inga underarter finns listade i Catalogue of Life.